# السبت

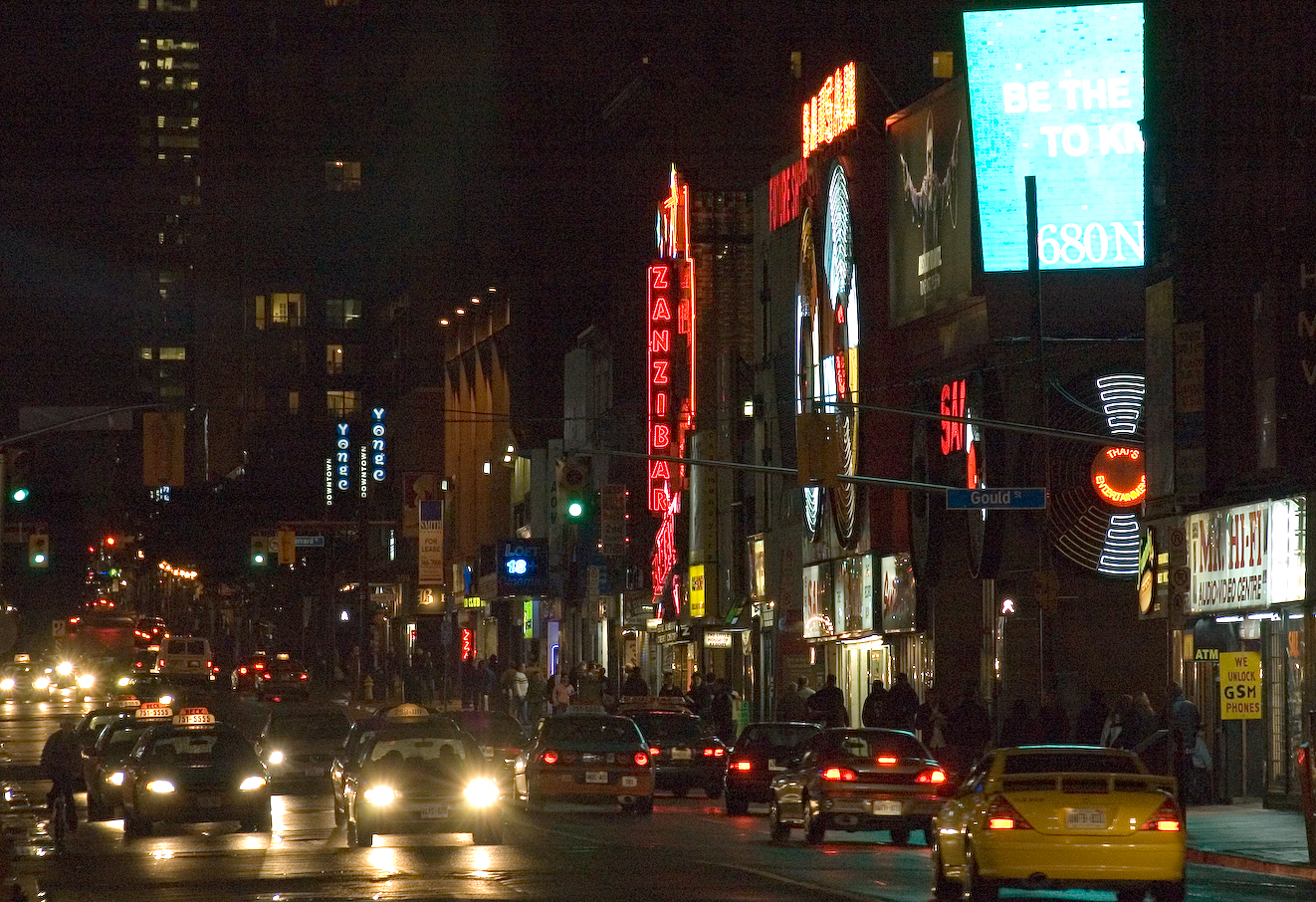
يونج في دونداس يتطلع شمال تورونتو، كندا، شارع يونج ليلة السبت

السَّبْت هو آخر يوم من أيام الأسبوع ويكون بين الجمعة والأحد.
وأطلق عليه العرب قبل الإسلام اسم شِيَار. أما في الغرب فقد عرف بالسيتر ديج عند الأنجلو ـ سكسون، وقد تمّت تسمية هذا اليوم بالسبت نسبة السبات والمقصود بها الراحة، ويطلق الإنجليز عليه saturday.
ويوم السبت حالياً يوم عطلة رسمية في معظم أنحاء العالم والمنظمات الدولية.
يستخدم المسيحيون كلمة السبت للدلالة على عطلة الأسبوع، كان السبت يوم عطلة ومرح وطلب الراحة.
وهناك معتقد عند بعض اليهود أن لاياكلوا بعض الاطعمة في يوم السبت، وتشمل كل إجراء يتعلق بالتحضير، مثل الطبخ والزراعة و{النسيج والحياكة وذبح الحيوان وتهيئة المأوى والكتابة والتشييد وحمل البضائع والأقنعة من مكان لآخر وإشعال النار. أما بالنسبة إلى الشريعة الإسلامية فهو يوم عادي.

## ذكره في القرآن
ذكر هذا اليوم في القرآن في قصة أصحاب السبت حيث أنزل الله على قوم من اليهود ببلاء وكانوا يسكنون أمام البحر و كانوا يعملون بحرفة الصيد و أبلاهم ببلاء وهو عدم وجود أسماك في البحر طيلة أيام الأسبوع عدا السبت فانتهكوا حرمة هذا اليوم واصطاد بعضهم الأسماك بينما رفض البعض ذلك فحول الله من انتهك حرمة هذا اليوم إلى قرد